# Kaplica św. Jerzego w Templinie
Kaplica św. Jerzego (niem. St.-Georgen-Kapelle), również Szpital św. Jerzego (niem. St.-Georgen-Hospital) – protestancka kaplica znajdująca się w niemieckim mieście Templin.
Jest najstarszym budynkiem w mieście.

## Historia
Świątynia została wzniesiona w XIV lub XV wieku, początkowo wykorzystywana jako kaplica sąsiedniego szpitala św. Ducha oraz jako część klasztoru franciszkanów konwentualnych. W 1539 przekształcona w beginaż. Budynek zniszczony podczas pożaru miasta w 1735, został szybko odbudowany. Uszkodzony ponownie podczas okupacji francuskiej, w latach 1806–1808 służył jako magazyn i stajnia. Naprawę kaplicy rozpoczęto w 1864, uroczysta konsekracja odbyła się 2 maja 1866. Kolejne remonty miały miejsce w 1936 i 1963. W 1993 nakryta nowym dachem, którego konstrukcja w latach 1996–1997 została odremontowana z powodu gnicia.

## Architektura i wyposażenie
Kaplica reprezentuje gotyk ceglany. Jest jednonawowa. Fasadę zdobią liczne blendy oraz cztery sterczyny. Empora, organy, ławki i ambona pochodzą z okresu odbudowy kaplicy w XIX wieku. Prócz tego wnętrze zdobi drewniana, XVI-wieczna rzeźba przedstawiająca walkę św. Jerzego ze smokiem. Znajdujące się na emporze organy wykonano w 1980 roku w pracowni Alexandra Schukego.

## Galeria

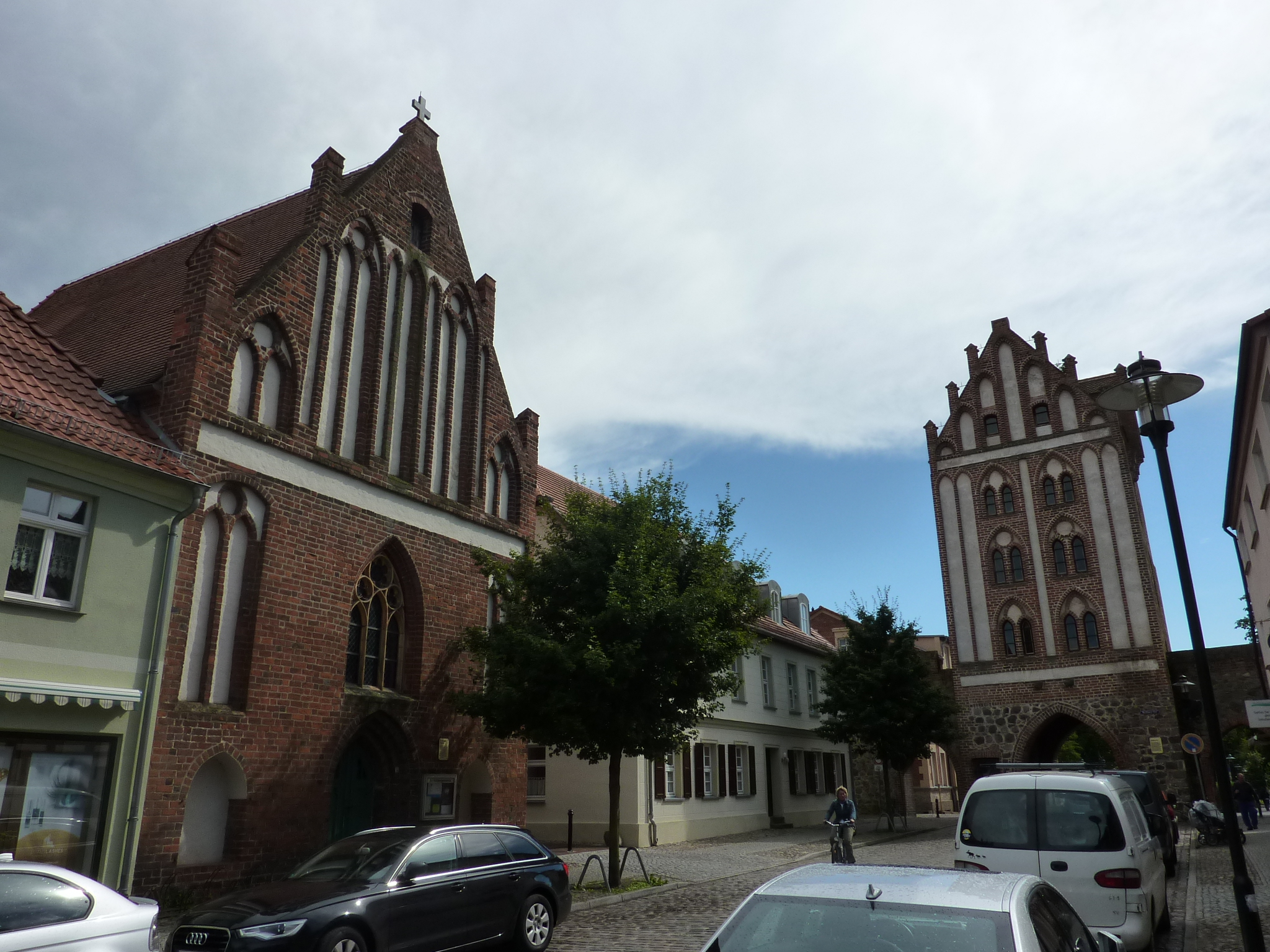
Widok z północy na fasadę
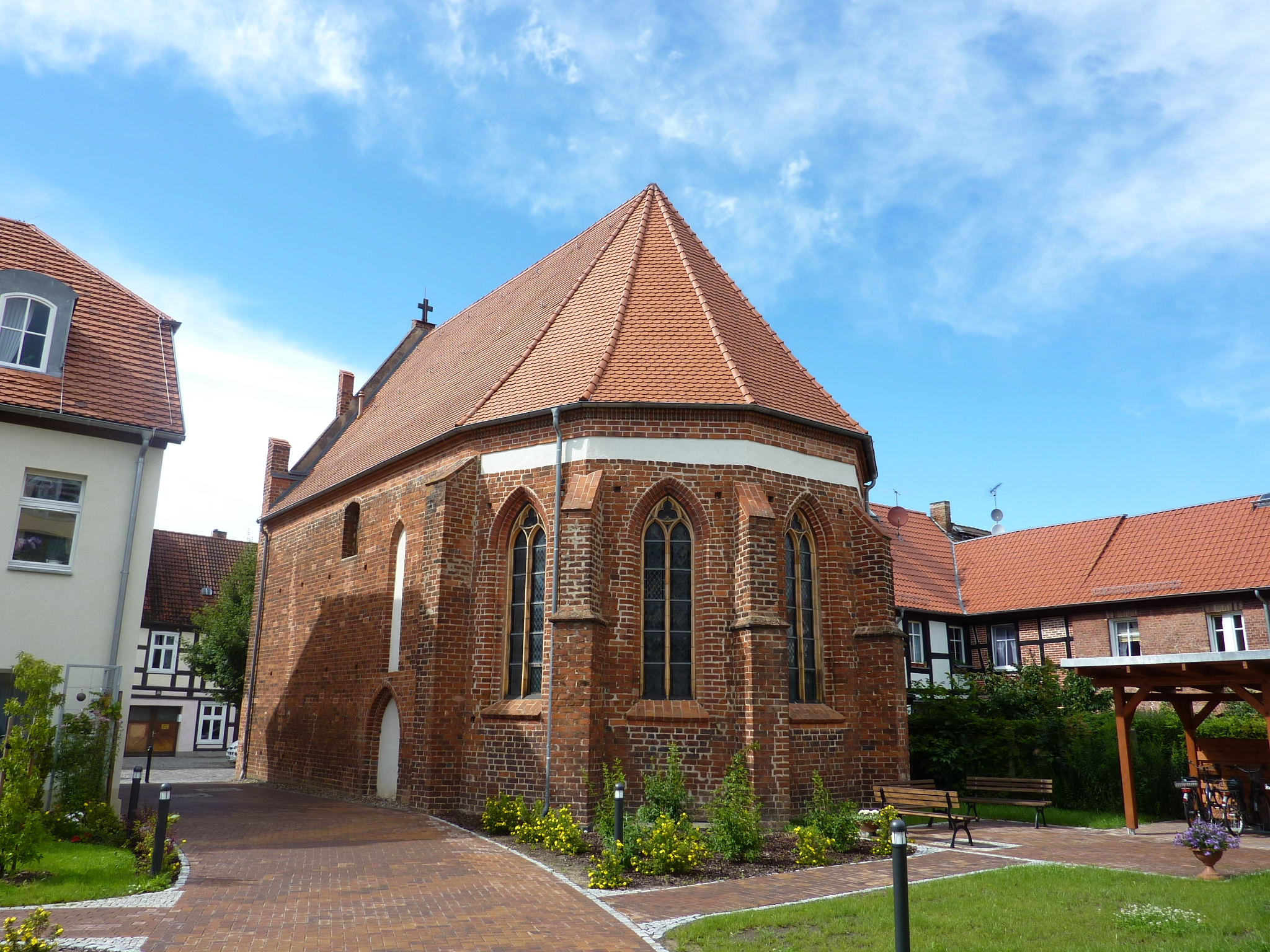
Absyda
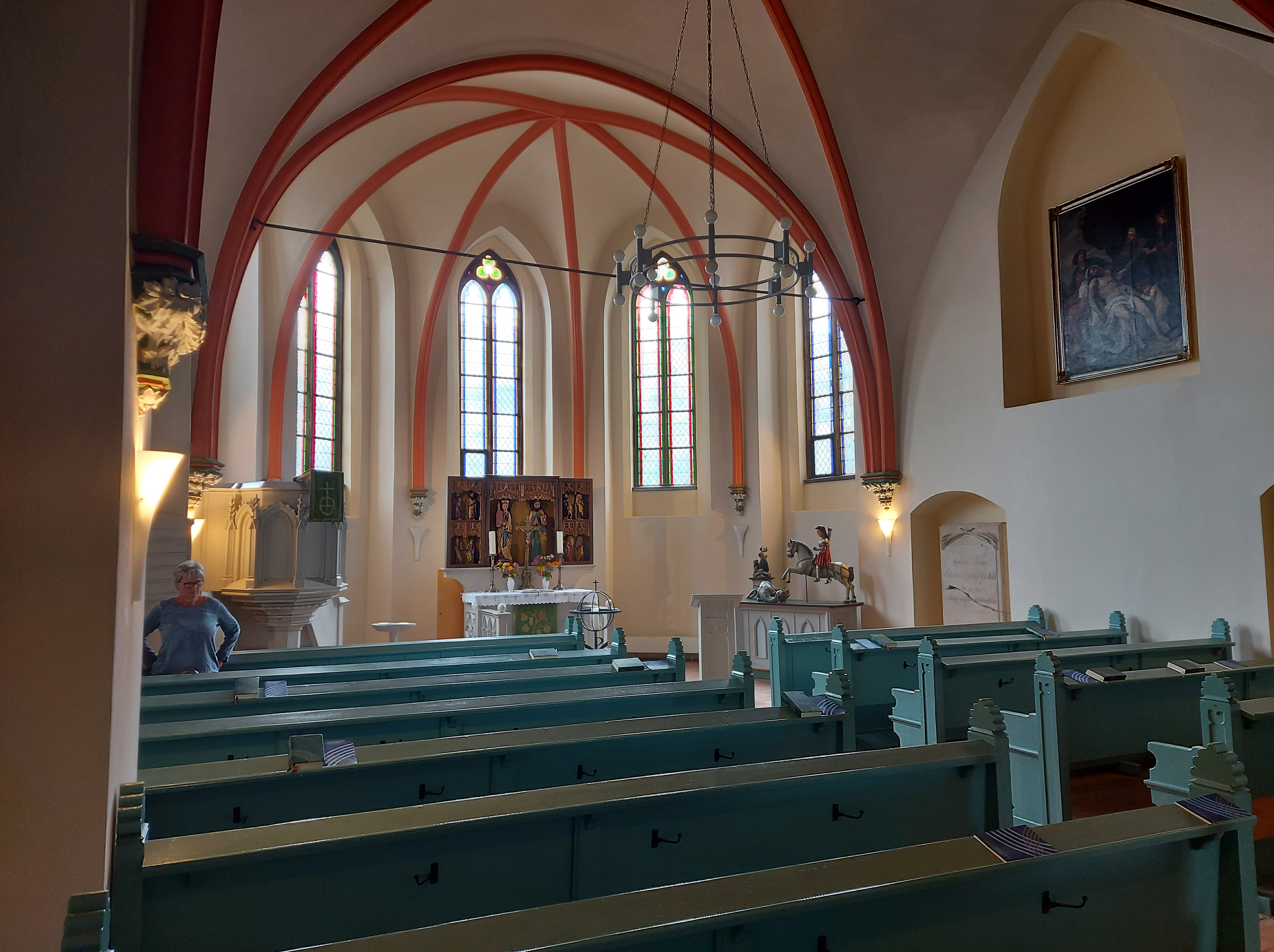
Wnętrze, widok w kierunku ołtarza
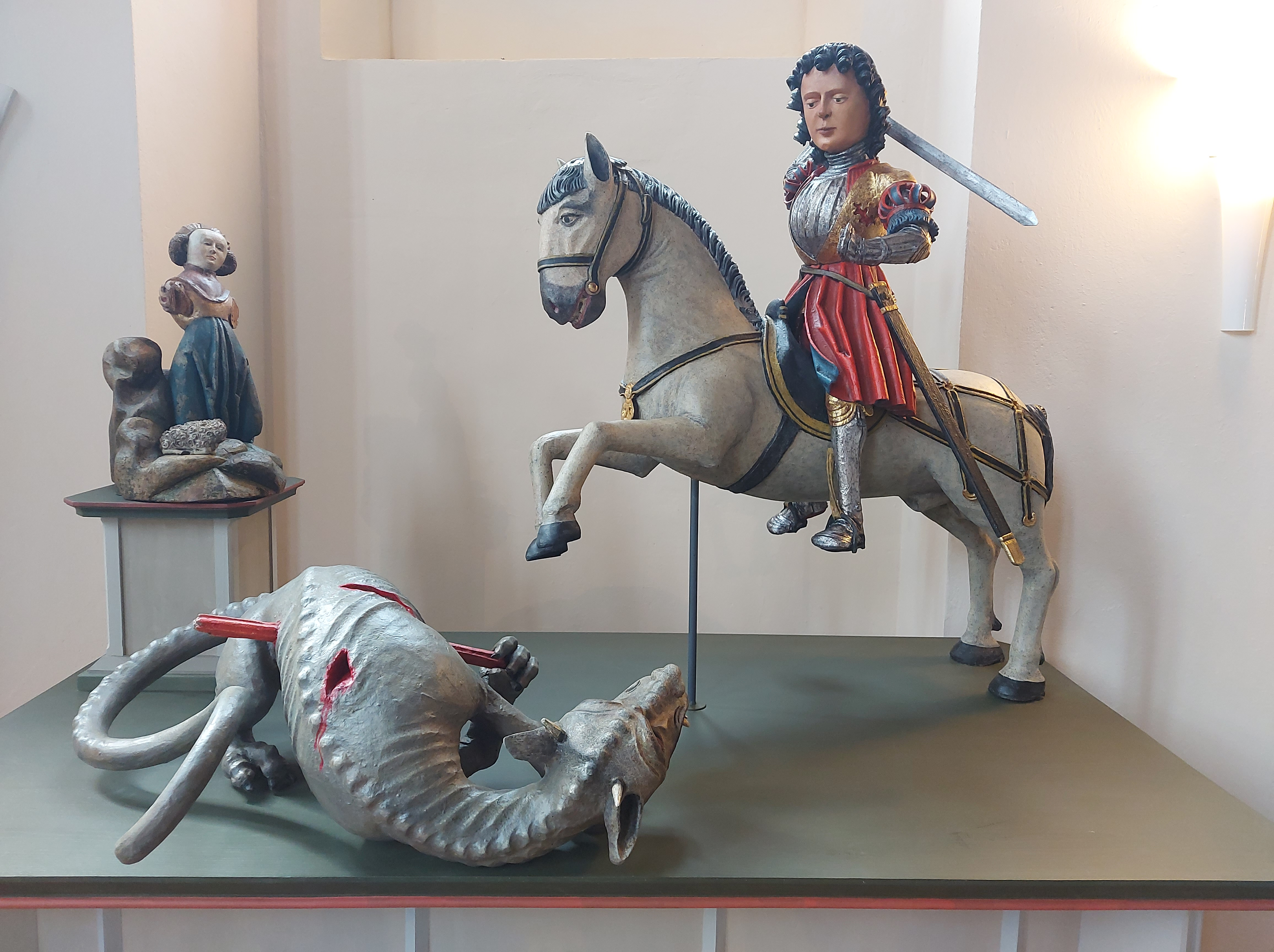
Grupa rzeźb z walką św. Jerzego
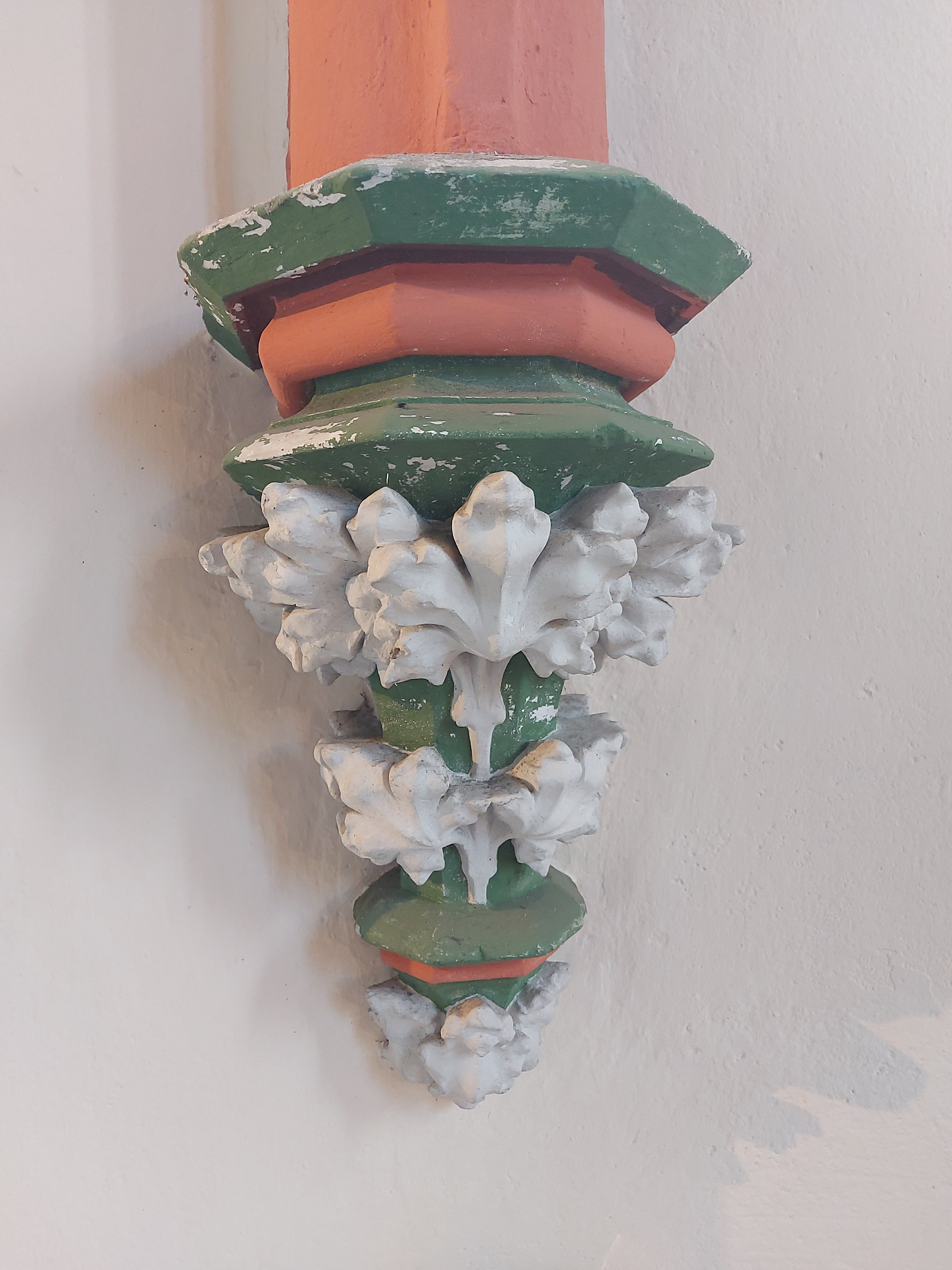
Konsola sklepienia z XIV wieku